# Arxiu i Biblioteca Episcopal de Vic
L'Arxiu i Biblioteca Episcopal de Vic és una biblioteca i arxiu eclesiàstic del bisbat de Vic. És un dels conjunts documentals i bibliogràfics més importants de Catalunya, per la seva història i pel nombre tan elevat de documents que conté. Malgrat que el seu contingut és majoritàriament de documents referents al món eclesiàstic, l'arxiu també conté documents d'altres fons no referits al panorama eclesiàstic.
Dins de l'edifici també hi ha la Biblioteca Episcopal, de gran valor documental, ja que conté un fons documental molt antic (uns 200 incunables i més de 300 manuscrits des del segle ix). Aquest arxiu té una gran projecció tant a nivell nacional com a nivell internacional, fenomen lligat estretament a la vinculació que ha tingut amb la cultura catalana.

## Història
Aquest arxiu, és un dels més importants del país, ja que conté un nombre molt important de documents d'un abast cronològic gens menyspreable. El fet que tingui un volum tan extens es deu al fet que totes les obres documentals del Bisbat de Vic es conserven a l'arxiu, però també les institucions eclesiàstiques que hi estan vinculades (amb el Bisbat de Vic). També s'ha de dir que l'arxiu ha anat recopilant altres fons documentals (no sempre vinculats al món eclesiàstic) i que s'han anat acumulant al llarg del temps, que, això sí, fan referència al territori del bisbat.
Tots aquests fons documentals recopilats que fan referència a un mateix àmbit territorial en els últims dotze segles (període en què es comprèn la riquesa documental de l'arxiu dins de la cronologia històrica) ajuda a conèixer la realitat de la zona i ens ofereix la possibilitat de tenir la seva cultura a l'abast.
Més de 50.000 volums formen el fons de la Biblioteca Episcopal, l'altre vessant de la institució. Aquests volums, molt antics, són d'una importància cabdal, ja que la biblioteca compta amb un nombre gens negligible d'incunables (llibres editats abans de 1500) i uns 300 manuscrits que daten des del segle ix.
La Biblioteca Episcopal de Vic també és important pel que fa a la història més recent de Catalunya (segles XIX i XX) i sobretot en la formació de personatges rellevants d'aquesta època, com per exemple: Jaume Balmes, sant Antoni Maria Claret, Marià Aguilar i Casadevall, Jacint Verdaguer, Jaume Collell o Josep Gudiol.
El 1996, a petició de l'Ajuntament, la Diputació de Barcelona i el Bisbat de Vic, es va endegar una tasca de reorganització i millora en la documentació de l'arxiu. Aquesta tasca de reorganització dels fons documentals i bibliogràfics va ser encarregada a l'Associació d'Arxivers de Catalunya a través de la Diputació de Barcelona. Un any més tard, el 1998, l'acord entre aquestes tres institucions va permetre dur a terme el desenvolupament d'un projecte que ha comportat el condicionament i la reubicació del fons, el tractament documental i la catalogació. També ha permès millorar l'automatització de totes les sèries documentals i els fons bibliogràfics. La feina, duta a terme per un equip interdisciplinari de professionals de l'arxivística, la biblioteconomia i la restauració, va ser dirigida per l'Oficina de patrimoni cultural de la Diputació de Barcelona.
L'objectiu principal ha estat el de modernitzar i dotar l'Arxiu i Biblioteca Episcopal de Vic dels mitjans per a la gestió de fons documentals propis del segle xxi, per poder garantir, així, la riquesa i el futur d'un tresor cultural únic a Catalunya, malauradament encara molt desconegut.

## Edifici
L'Arxiu i Biblioteca Episcopal de Vic ocupa el sobreclaustre de la Catedral de Vic i part dels pisos superiors del Palau Episcopal, edifici annex a la Catedral. Així doncs, l'arxiu està situat a la plaça de la Catedral, just al costat seu. Tot i que l'edifici on es troba és molt antic, l'accés a l'arxiu està ben adequat i hom no té problema per accedir-hi. Malgrat tot, s'hi troben a faltar infraestructures especialitzades per a facilitar l'accés a persones amb disminucions físiques.

## Instruments de descripció
Malauradament, ara per ara les consultes no es poden fer de forma simultània al fons arxivístic i bibliogràfic, ja que el mateix sistema encara no ho permet. Així doncs, les recerques s'han de dur a terme en el fons corresponent. La recerca en el fons de l'arxiu es pot fer mitjançant dos procediments: es pot fer seguint l'estructura jeràrquica (segons l'estructura del quadre de classificació) o també, a través de la recerca per “paraula clau” (terminològica). En la cerca per paraula clau cal tenir present que aquesta cerca es fa no pas sobre el contingut de les unitats documentals sinó sobre la seva fitxa descriptiva. També es pot accedir al catàleg de les visites pastorals, única sèrie que està descrita a nivell de document simple.
La consulta dels fons bibliogràfics es pot fer a través d'un formulari de cerca per paraula clau general (cerca simple), o a través d'un formulari avançat que permet especificar els camps de cerca (cerca avançada).
La catalogació de fons bibliogràfics s'ha fet seguint les Regles angloamericanes de catalogació (Anglo-American Cataloging Rules, 2r), mentre que la descripció arxivística es basa en la descripció multinivell regulada per la Norma Internacional General de Descripció Arxivística (General International Standard Archival Description - ISAD(G)2).
El resultat de les cerques està condicionat pel fet que els fons encara no estan descrits en la seva totalitat. Els fons bibliogràfics no estan tots catalogats, i pel que fa als fons arxivístics no tots els fons i sèries estan descrits a nivell d'unitat documental.